# Danh sách di sản văn hóa Tây Ban Nha được quan tâm ở hạt Garrotxa (tỉnh Girona)
Danh sách di sản văn hóa Tây Ban Nha được quan tâm ở hạt Garrotxa (tỉnh Girona).

## Di tích theo thành phố

### A

#### Argelaguer
| Tên                | Dạng            | Địa điểm   | Tọa độ                                        | Số hồ sơ tham khảo? | Ngày nhận danh hiệu?     | Hình ảnh                              |
| ------------------ | --------------- | ---------- | --------------------------------------------- | ------------------- | ------------------------ | ------------------------------------- |
| Lâu đài Argelaguer | Di tích Lâu đài | Argelaguer | 42°12′50″B 2°38′30″Đ / 42,213889°B 2,641667°Đ | RI-51-0005793       | ngày 8 tháng 11 năm 1988 | Castillo de Argelaguer · Upload image |
| Lâu đài Montpalau  | Di tích Lâu đài | Argelaguer | 42°12′21″B 2°36′29″Đ / 42,205958°B 2,608056°Đ | RI-51-0005794       | ngày 8 tháng 11 năm 1988 | Upload image                          |

### B

#### Besalú
| Tên                       | Dạng                 | Địa điểm | Tọa độ                                        | Số hồ sơ tham khảo? | Ngày nhận danh hiệu?     | Hình ảnh                                 |
| ------------------------- | -------------------- | -------- | --------------------------------------------- | ------------------- | ------------------------ | ---------------------------------------- |
| Lâu đài Comtal            | Di tích Lâu đài      | Besalú   | 42°11′58″B 2°41′58″Đ / 42,199444°B 2,699444°Đ | RI-51-0005802       | ngày 8 tháng 11 năm 1988 | Castillo Comtal · Upload image           |
| Besalú                    | Khu phức hợp lịch sử | Besalú   | 42°12′02″B 2°41′55″Đ / 42,200599°B 2,69848°Đ  | RI-53-0000070       | ngày 10 tháng 2 năm 1966 | Besalú · Upload image                    |
| Tu viện San Pedro Besalú  | Di tích Nhà thờ      | Besalú   | 42°11′53″B 2°41′56″Đ / 42,198056°B 2,69875°Đ  | RI-51-0000559       | ngày 3 tháng 6 năm 1931  | Iglesia de San Pedro · Upload image      |
| Nhà thờ San Vicente       | Di tích Nhà thờ      | Besalú   | 42°11′58″B 2°41′54″Đ / 42,199583°B 2,698333°Đ | RI-51-0000560       | ngày 3 tháng 6 năm 1931  | Iglesia de San Vicente · Upload image    |
| Nhà thờ Santa María       | Di tích Nhà thờ      | Besalú   | 42°12′00″B 2°41′59″Đ / 42,200011°B 2,699775°Đ | RI-51-0000561       | ngày 3 tháng 6 năm 1931  | Upload image                             |
| Puente medieval Besalú    | Di tích Cầu          | Besalú   | 42°11′58″B 2°42′06″Đ / 42,199361°B 2,701528°Đ | RI-51-0001247       | ngày 5 tháng 2 năm 1954  | Puente medieval de Besalú · Upload image |
| Recinto amurallado Besalú | Di tích Tường thành  | Besalú   | 42°11′56″B 2°42′02″Đ / 42,19901°B 2,70068°Đ   | RI-51-0005803       | ngày 8 tháng 11 năm 1988 | Recinto amurallado · Upload image        |

#### Beuda
| Tên                                   | Dạng                                | Địa điểm | Tọa độ                                        | Số hồ sơ tham khảo? | Ngày nhận danh hiệu?     | Hình ảnh                                                             |
| ------------------------------------- | ----------------------------------- | -------- | --------------------------------------------- | ------------------- | ------------------------ | -------------------------------------------------------------------- |
| Castellnou Beuda                      | Di tích Lâu đài                     | Beuda    | 42°14′20″B 2°42′20″Đ / 42,23901°B 2,705496°Đ  | RI-51-0005807       | ngày 8 tháng 11 năm 1988 | Castellnou de Beuda · Upload image                                   |
| Lâu đài Beuda (Castellot Les Bruixes) | Di tích Kiến trúc phòng thủ Lâu đài | Beuda    | 42°14′17″B 2°42′16″Đ / 42,237917°B 2,704444°Đ | RI-51-0005806       | ngày 8 tháng 11 năm 1988 | Castillo de Beuda · Upload image                                     |
| Lâu đài Falgars (Puig Far)            | Di tích Lâu đài                     | Beuda    | 42°15′21″B 2°43′50″Đ / 42,255722°B 2,7305°Đ   | RI-51-0005808       | ngày 8 tháng 11 năm 1988 | Upload image                                                         |
| Tu viện Santo Sepulcro Palera         | Di tích Tu viện                     | Beuda    | 42°13′26″B 2°41′55″Đ / 42,223889°B 2,698611°Đ | RI-51-0001623       | ngày 24 tháng 9 năm 1964 | Templo del Santo Sepulcro y construcciones adyacentes · Upload image |

### C

#### Castellfullit de la Roca(Castellfollit de la Roca)
| Tên                   | Dạng                                | Địa điểm                 | Tọa độ                                      | Số hồ sơ tham khảo? | Ngày nhận danh hiệu?     | Hình ảnh                                 |
| --------------------- | ----------------------------------- | ------------------------ | ------------------------------------------- | ------------------- | ------------------------ | ---------------------------------------- |
| Lâu đài Castellfullit | Di tích Kiến trúc phòng thủ Lâu đài | Castellfullit de la Roca | 42°13′12″B 2°33′18″Đ / 42,2201°B 2,554914°Đ | RI-51-0005855       | ngày 8 tháng 11 năm 1988 | Castillo de Castellfullit · Upload image |

### L

#### Las Planas(Les Planes d'Hostoles)
| Tên                | Dạng            | Địa điểm   | Tọa độ                                        | Số hồ sơ tham khảo? | Ngày nhận danh hiệu?     | Hình ảnh                              |
| ------------------ | --------------- | ---------- | --------------------------------------------- | ------------------- | ------------------------ | ------------------------------------- |
| Lâu đài Hostoles   | Di tích Lâu đài | Las Planas | 42°04′13″B 2°31′51″Đ / 42,070139°B 2,530833°Đ | RI-51-0006028       | ngày 8 tháng 11 năm 1988 | Castillo de Hostoles · Upload image   |
| Lâu đài Puig-Alder | Di tích Lâu đài | Las Planas | 42°05′52″B 2°32′01″Đ / 42,097778°B 2,533611°Đ | RI-51-0006029       | ngày 8 tháng 11 năm 1988 | Castillo de Puig-Alder · Upload image |

#### Las Presas(Les Preses)
| Tên             | Dạng         | Địa điểm   | Tọa độ                                        | Số hồ sơ tham khảo? | Ngày nhận danh hiệu?     | Hình ảnh     |
| --------------- | ------------ | ---------- | --------------------------------------------- | ------------------- | ------------------------ | ------------ |
| Tháp Las Presas | Di tích Tháp | Las Presas | 42°08′24″B 2°27′55″Đ / 42,140117°B 2,465373°Đ | RI-51-0006042       | ngày 8 tháng 11 năm 1988 | Upload image |

### M

#### Mayá de Moncal(Maià de Montcal)
| Tên              | Dạng            | Địa điểm       | Tọa độ                                        | Số hồ sơ tham khảo? | Ngày nhận danh hiệu?     | Hình ảnh     |
| ---------------- | --------------- | -------------- | --------------------------------------------- | ------------------- | ------------------------ | ------------ |
| Lâu đài Dosquers | Di tích Lâu đài | Mayá de Moncal | 42°11′47″B 2°45′01″Đ / 42,196389°B 2,750278°Đ | RI-51-0005955       | ngày 8 tháng 11 năm 1988 | Upload image |

#### Montagut y Oix(Montagut i Oix)
| Tên                            | Dạng                                | Địa điểm       | Tọa độ                                        | Số hồ sơ tham khảo? | Ngày nhận danh hiệu?     | Hình ảnh                            |
| ------------------------------ | ----------------------------------- | -------------- | --------------------------------------------- | ------------------- | ------------------------ | ----------------------------------- |
| Lâu đài Montagut               | Di tích Kiến trúc phòng thủ Lâu đài | Montagut y Oix | 42°13′51″B 2°34′20″Đ / 42,230833°B 2,572222°Đ | RI-51-0005958       | ngày 8 tháng 11 năm 1988 | Castillo de Montagut · Upload image |
| Lâu đài Oix (Lâu đài Barutell) | Di tích Kiến trúc phòng thủ Lâu đài | Montagut y Oix | 42°16′25″B 2°31′54″Đ / 42,273611°B 2,531667°Đ | RI-51-0005959       | ngày 8 tháng 11 năm 1988 | Castillo de Oix · Upload image      |
| Lâu đài Pera                   | Di tích Kiến trúc phòng thủ Lâu đài | Montagut y Oix | 42°17′03″B 2°29′41″Đ / 42,2841°B 2,49472°Đ    | RI-51-0005960       | ngày 8 tháng 11 năm 1988 | Castillo de Pera · Upload image     |
| Tòa nhà tăng cường Cabesses    | Di tích Kiến trúc phòng thủ Lâu đài | Montagut y Oix | 42°17′59″B 2°32′13″Đ / 42,29981°B 2,53685°Đ   | RI-51-0005963       | ngày 8 tháng 11 năm 1988 | Upload image                        |
| Tháp Montpetit                 | Di tích Kiến trúc phòng thủ Tháp    | Montagut y Oix | 42°15′45″B 2°29′55″Đ / 42,2625°B 2,498611°Đ   | RI-51-0005961       | ngày 8 tháng 11 năm 1988 | Upload image                        |
| Tháp Talaixa                   | Di tích Kiến trúc phòng thủ Tháp    | Montagut y Oix | 42°18′08″B 2°34′14″Đ / 42,302222°B 2,570556°Đ | RI-51-0005962       | ngày 8 tháng 11 năm 1988 | Upload image                        |

### O

#### Olot
| Tên                                                  | Dạng                                | Địa điểm | Tọa độ                                        | Số hồ sơ tham khảo? | Ngày nhận danh hiệu?      | Hình ảnh                                                |
| ---------------------------------------------------- | ----------------------------------- | -------- | --------------------------------------------- | ------------------- | ------------------------- | ------------------------------------------------------- |
| Nhà Solá-Morales                                     | Di tích Kiến trúc dân sự Inmueble   | Olot     | 42°11′00″B 2°29′13″Đ / 42,18325°B 2,486944°Đ  | RI-51-0004300       | ngày 8 tháng 11 năm 1978  | Casa Solá-Morales · Upload image                        |
| Claustro antiguo Convento Carmen                     | Di tích Kiến trúc tôn giáo Claustro | Olot     | 42°11′00″B 2°29′32″Đ / 42,183472°B 2,492222°Đ | RI-51-0004163       | ngày 20 tháng 1 năm 1975  | Claustro del antiguo Convento del Carmen · Upload image |
| Nhà thờ San Esteban                                  | Di tích Kiến trúc tôn giáo Nhà thờ  | Olot     | 42°10′56″B 2°29′18″Đ / 42,182222°B 2,488333°Đ | RI-51-0007065       | ngày 12 tháng 1 năm 1993  | Iglesia de San Esteban · Upload image                   |
| Mas Ventós                                           | Di tích                             | Olot     | 42°10′19″B 2°29′46″Đ / 42,171944°B 2,496111°Đ | RI-51-0007063       | ngày 14 tháng 1 năm 1993  | Mas Ventós · Upload image                               |
| Bảo tàng Municipal Olot (Tháp Castanys)              | Di tích                             | Olot     | 42°10′16″B 2°28′48″Đ / 42,171239°B 2,480065°Đ | RI-51-0001354       | ngày 1 tháng 3 năm 1962   | Museo Municipal de Olot · Upload image                  |
| Paraje pintoresco llamado Moixina và sus alrededores | Địa điểm lịch sử                    | Olot     |                                               | RI-54-0000002       | ngày 28 tháng 12 năm 1945 | Upload image                                            |
| Tháp Bisaroques                                      | Di tích Tháp                        | Olot     | 42°10′56″B 2°30′11″Đ / 42,182222°B 2,503056°Đ | RI-51-0005970       | ngày 8 tháng 11 năm 1988  | Upload image                                            |
| Tháp Coll                                            | Di tích Tháp                        | Olot     | 42°11′57″B 2°27′44″Đ / 42,199167°B 2,462222°Đ | RI-51-0005969       | ngày 8 tháng 11 năm 1988  | Upload image                                            |
| Tháp Turó San Francisco                              | Di tích Tháp                        | Olot     | 42°11′18″B 2°29′22″Đ / 42,188278°B 2,489444°Đ | RI-51-0005971       | ngày 8 tháng 11 năm 1988  | Upload image                                            |

### R

#### Riudaura
| Tên         | Dạng         | Địa điểm | Tọa độ                                        | Số hồ sơ tham khảo? | Ngày nhận danh hiệu?     | Hình ảnh                    |
| ----------- | ------------ | -------- | --------------------------------------------- | ------------------- | ------------------------ | --------------------------- |
| Tháp Rodona | Di tích Tháp | Riudaura | 42°11′16″B 2°24′30″Đ / 42,187681°B 2,408472°Đ | RI-51-0006048       | ngày 8 tháng 11 năm 1988 | Torre Rodona · Upload image |

### S

#### Sales de Llierca
| Tên               | Dạng            | Địa điểm         | Tọa độ                                        | Số hồ sơ tham khảo? | Ngày nhận danh hiệu?     | Hình ảnh     |
| ----------------- | --------------- | ---------------- | --------------------------------------------- | ------------------- | ------------------------ | ------------ |
| Lâu đài Sa Espasa | Di tích Lâu đài | Sales de Llierca | 42°16′52″B 2°35′18″Đ / 42,281111°B 2,588333°Đ | RI-51-0006064       | ngày 8 tháng 11 năm 1988 | Upload image |
| Lâu đài Sales     | Di tích Lâu đài | Sales de Llierca | 42°14′37″B 2°38′41″Đ / 42,243611°B 2,644722°Đ | RI-51-0006063       | ngày 8 tháng 11 năm 1988 | Upload image |

#### Sant Aniol de Finestrás(Sant Aniol de Finestres)
| Tên               | Dạng            | Địa điểm               | Tọa độ                                        | Số hồ sơ tham khảo? | Ngày nhận danh hiệu?     | Hình ảnh     |
| ----------------- | --------------- | ---------------------- | --------------------------------------------- | ------------------- | ------------------------ | ------------ |
| Lâu đài Finestrás | Di tích Lâu đài | San Aniol de Finestrás | 42°06′49″B 2°35′45″Đ / 42,113611°B 2,595833°Đ | RI-51-0006065       | ngày 8 tháng 11 năm 1988 | Upload image |

#### San Feliu de Pallarols(Sant Feliu de Pallerols)
| Tên              | Dạng            | Địa điểm               | Tọa độ                                        | Số hồ sơ tham khảo? | Ngày nhận danh hiệu?     | Hình ảnh                            |
| ---------------- | --------------- | ---------------------- | --------------------------------------------- | ------------------- | ------------------------ | ----------------------------------- |
| Lâu đài Colltort | Di tích Lâu đài | San Feliu de Pallarols | 42°07′56″B 2°31′56″Đ / 42,132222°B 2,532222°Đ | RI-51-0006070       | ngày 8 tháng 11 năm 1988 | Castillo de Colltort · Upload image |

#### San Ferreol(Sant Ferriol)
| Tên           | Dạng            | Địa điểm    | Tọa độ                                        | Số hồ sơ tham khảo? | Ngày nhận danh hiệu?     | Hình ảnh     |
| ------------- | --------------- | ----------- | --------------------------------------------- | ------------------- | ------------------------ | ------------ |
| Lâu đài Miana | Di tích Lâu đài | San Ferreol | 42°10′43″B 2°37′52″Đ / 42,178611°B 2,631111°Đ | RI-51-0006071       | ngày 8 tháng 11 năm 1988 | Upload image |

#### San Jaime de Llierca(Sant Jaume de Llierca)
| Tên            | Dạng         | Địa điểm             | Tọa độ | Số hồ sơ tham khảo? | Ngày nhận danh hiệu?     | Hình ảnh     |
| -------------- | ------------ | -------------------- | ------ | ------------------- | ------------------------ | ------------ |
| Tháp Montpalau | Di tích Tháp | San Jaime de Llierca |        | RI-51-0006080       | ngày 8 tháng 11 năm 1988 | Upload image |

#### San Juan les Fonts(Sant Joan les Fonts)
| Tên                                 | Dạng                             | Địa điểm           | Tọa độ                                        | Số hồ sơ tham khảo? | Ngày nhận danh hiệu?     | Hình ảnh                                              |
| ----------------------------------- | -------------------------------- | ------------------ | --------------------------------------------- | ------------------- | ------------------------ | ----------------------------------------------------- |
| Nhà Fuerte Románica Juvinyá         | Di tích Inmueble                 | San Juan les Fonts | 42°12′40″B 2°30′27″Đ / 42,211194°B 2,5075°Đ   | RI-51-0003888       | ngày 8 tháng 9 năm 1972  | Casa Fuerte Románica Juvinyá · Upload image           |
| Lâu đài Mont-Ros                    | Di tích Lâu đài                  | San Juan les Fonts | 42°12′26″B 2°33′01″Đ / 42,207222°B 2,550278°Đ | RI-51-0006084       | ngày 8 tháng 11 năm 1988 | Upload image                                          |
| Nhà thờ románica San Juan les Fonts | Di tích Nhà thờ                  | San Juan les Fonts | 42°12′47″B 2°30′33″Đ / 42,213056°B 2,509028°Đ | RI-51-0004469       | ngày 5 tháng 2 năm 1981  | Iglesia románica de San Juan les Fonts · Upload image |
| Tháp Canadell                       | Di tích Kiến trúc phòng thủ Tháp | San Juan les Fonts | 42°13′28″B 2°31′56″Đ / 42,224444°B 2,532222°Đ | RI-51-0006085       | ngày 8 tháng 11 năm 1988 | Torre de Canadell · Upload image                      |

#### Santa Pau
| Tên                   | Dạng                 | Địa điểm  | Tọa độ                                        | Số hồ sơ tham khảo? | Ngày nhận danh hiệu?     | Hình ảnh                             |
| --------------------- | -------------------- | --------- | --------------------------------------------- | ------------------- | ------------------------ | ------------------------------------ |
| Lâu đài Santa Pau     | Di tích Lâu đài      | Santa Pau | 42°08′41″B 2°34′18″Đ / 42,144722°B 2,571667°Đ | RI-51-0006107       | ngày 8 tháng 11 năm 1988 | Castillo de Santa Pau · Upload image |
| Tường thành Santa Pau | Di tích Tường thành  | Santa Pau | 42°08′41″B 2°34′17″Đ / 42,144722°B 2,571389°Đ | RI-51-0006108       | ngày 8 tháng 11 năm 1988 | Murallas de Santa Pau · Upload image |
| Santa Pau             | Khu phức hợp lịch sử | Santa Pau | 42°08′41″B 2°34′20″Đ / 42,14483°B 2,57213°Đ   | RI-53-0000130       | ngày 22 tháng 7 năm 1971 | Villa de Santa Pau · Upload image    |

### T

#### Tortellá(Tortellà)
| Tên                                       | Dạng            | Địa điểm | Tọa độ                                        | Số hồ sơ tham khảo? | Ngày nhận danh hiệu?     | Hình ảnh     |
| ----------------------------------------- | --------------- | -------- | --------------------------------------------- | ------------------- | ------------------------ | ------------ |
| Fuerza Bellpuig (Edificación fortificada) | Di tích Lâu đài | Tortellá | 42°14′30″B 2°37′04″Đ / 42,241667°B 2,617778°Đ | RI-51-0006137       | ngày 8 tháng 11 năm 1988 | Upload image |

### V

#### Vall de Bas(La Vall d'en Bas)
| Tên                       | Dạng                                | Địa điểm                     | Tọa độ                                        | Số hồ sơ tham khảo? | Ngày nhận danh hiệu?     | Hình ảnh                                   |
| ------------------------- | ----------------------------------- | ---------------------------- | --------------------------------------------- | ------------------- | ------------------------ | ------------------------------------------ |
| Casal Puigpardines        | Di tích                             | Vall de Bas                  | 42°08′26″B 2°25′43″Đ / 42,140556°B 2,428611°Đ | RI-51-0006146       | ngày 8 tháng 11 năm 1988 | Upload image                               |
| Lâu đài Castelló Bas      | Di tích Kiến trúc phòng thủ Lâu đài | Vall de Bas                  | 42°06′07″B 2°25′52″Đ / 42,101944°B 2,431111°Đ | RI-51-0006144       | ngày 8 tháng 11 năm 1988 | Castillo de Castelló de Bas · Upload image |
| Lâu đài và recinto Mallol | Di tích Lâu đài                     | Vall de Bas                  | 42°08′59″B 2°26′23″Đ / 42,149722°B 2,439722°Đ | RI-51-0006145       | ngày 8 tháng 11 năm 1988 | Upload image                               |
| Mallol                    | Khu phức hợp lịch sử Villa          | Vall de Bas El Mallol        | 42°08′57″B 2°26′22″Đ / 42,149172°B 2,439422°Đ | RI-53-0000487       | ngày 22 tháng 7 năm 1995 | El Mallol · Upload image                   |
| Hostalets Bas             | Khu phức hợp lịch sử                | Vall de Bas Hostalets de Bas | 42°06′08″B 2°26′59″Đ / 42,102206°B 2,44965°Đ  | RI-53-0000114       | ngày 9 tháng 7 năm 1970  | Hostalets de Bas · Upload image            |

#### Vall de Vianya(La Vall de Bianya)
| Tên           | Dạng                             | Địa điểm       | Tọa độ                                        | Số hồ sơ tham khảo? | Ngày nhận danh hiệu?     | Hình ảnh                                |
| ------------- | -------------------------------- | -------------- | --------------------------------------------- | ------------------- | ------------------------ | --------------------------------------- |
| Tháp Vall Bac | Di tích Kiến trúc phòng thủ Tháp | Vall de Vianya | 42°15′53″B 2°27′11″Đ / 42,264722°B 2,453056°Đ | RI-51-0006147       | ngày 8 tháng 11 năm 1988 | Torre de la Vall del Bac · Upload image |
| Tháp Vianya   | Di tích Tháp                     | Vall de Vianya | 42°12′48″B 2°25′34″Đ / 42,21331°B 2,426132°Đ  | RI-51-0006148       | ngày 8 tháng 11 năm 1988 | Upload image                            |